# Споразум Холбрук—Милошевић
Споразум Холбрук—Милошевић (Милошевић—Холбрук) је постигнут 13. октобра 1998. године. Након вишедневних разговора председника СРЈ Слободана Милошевића са америчким изаслаником Ричардом Холбруком склопљен је споразум о решавању Косовске кризе. Овим споразумом о решавању Косовске кризе, привремено је отклоњена опасност од НАТО бомбардовања СРЈ.

## Споразум
- политички приступ и мирно решење проблема Космета
- насиље и тероризам „морају одмах престати“
- свако решење Космета „мора поштовати територијални интегритет, суверенитет и међународно признате границе Савезне Републике Југославије“, у складу са основним начелима ОЕБС
- пуно поштовање једнакости свих грађана и националних заједница на КиМ и једнак третман свих вредности и историјског наслеђа
- будућност Космета је у „миру, једнакости, интеграцији, економском просперитету и слободном заједничком животу“
- дефинисано је, да је потребно ускладити правна решења којима се успоставља „косовска самоуправа са правним оквирима Републике Србије и СРЈ“, а у складу са међународним нормама
- прецизирано је да се у року од девет месеци одрже „слободни и праведни избори за косовске власти“, укључујући и месне заједнице, уз надзор међународне заједнице
- националним заједницама на КиМ се обезбеђују права ради „очувања и испољавања њиховог националног, културног, верског и језичког идентитета“, а у складу са међународним стандардима
- дефинисано је и „успостављање полиције под месном управом“, ради поштовања безбедности свих грађана и националних заједница
- прецизирано је да „нико неће бити кривично гоњен“ пред државним судовима за кривична дела у вези са сукобом на КиМ

Споразумом је прецизирано повлачење дела снага ВЈ и МУП-а Републике Србије.
На КиМ упућује се 2000 посматрача посматрача ОЕБС-а под називом „верификатори“, а НАТО је добио овлашћење да из ваздуха надзире војне активности на подручју КиМ. На челу мисије постављен је Вилијам Вокер.

## Надгледање
Споразумом је дефинисано да међународна заједница има надзор над ситуацијом на Косову и Метохији и да тај надзор спроведе мисија ОЕБС и мисија НАТО.
- Споразум о верификационој мисији потписан је 16. октобра 1998. године у Београду, а његови потписници испредвладе СРЈ су били министар за иностране послове СРЈ Живадин Јовановић, и у име ОЕБС, његов председавајући, пољско министар иностраних послова Бранислав Геремек.
- Споразум мисије НАТО потписан је 15. октобра 1998. године између врховног комантанда НАТО за Европу генерал Веслија Кларка и начелника ГШ БЈ генерала Момчила Перишића.

## Спровођење
Након потписивања, први корак који је уследио је било повлачење дела снага ВЈ и МУП-а Републике Србије. У року од 24 часа са Космета је повучено више од 6000 војника и полицајаца, чиме је СРЈ испунила најважније одредбе споразума. Припадници ОВК су овај споразум искористили да би заузели положаје које су изгубили током офанзиве МУП-а и ВЈ из лета 1998. године. ОВК је споразум искористио да би започео нову офанзиву.